# Samantha Magee
Samantha Magee, född den 10 juli 1983 i Hartford i USA, är en amerikansk roddare.
Hon tog OS-silver i åtta med styrman i samband med de olympiska roddtävlingarna 2004 i Aten.